# Kabinett Kopf (Hannover)
Das Kabinett Kopf bildete vom 23. August bis zum 25. November 1946 die Landesregierung des Landes Hannover. Es wurde von der britischen Militärregierung ernannt. Hinrich Wilhelm Kopf war bereits seit 1945 Oberpräsident der Provinz Hannover. Er blieb nach der Bildung des Landes Niedersachsen im November 1946 Ministerpräsident des neuen Bundeslandes und leitete das Kabinett Kopf I. 
| Amt                                    | Name                                 | Partei    | Partei    |
| -------------------------------------- | ------------------------------------ | --------- | --------- |
| Ministerpräsident                      | Hinrich Wilhelm Kopf                 |           | SPD       |
| Stellvertreter des Ministerpräsidenten | Wilhelm Heile                        |           | FDP       |
| Inneres                                | Bernhard Pfad                        |           | CDU       |
| Wirtschaft und Verkehr                 | Ernst Nölting bis 24. September 1946 |           | SPD       |
| Wirtschaft und Verkehr                 | Wilhelm Heile geschäftsführend       |           | FDP       |
| Ernährung und Landwirtschaft           | August Block                         |           | NLP       |
| Finanzen                               | unbesetzt                            | unbesetzt | unbesetzt |
| Wiederaufbau, Arbeit und Wohlfahrt     | Elfriede Paul                        |           | KPD       |
| Erziehung                              | Adolf Grimme                         |           | SPD       |